# Liste der Teamweltmeister im Shorttrack
Die Liste der Teamweltmeister im Shorttrack verzeichnet alle Sieger sowie die Zweit- und Drittplatzierten bei den zwischen 1991 und 2011 jährlich stattfindenden Shorttrack-Teamweltmeisterschaften, aufgeteilt nach Männern und Frauen. Im Anschluss an die Auflistung der Medaillengewinner findet sich eine Nationenwertung und eine Aufstellung der insgesamt erfolgreichsten WM-Teilnehmer, sortiert nach Zahl der von ihnen gewonnenen Goldmedaillen.
Der Einführung der Mannschaftsweltmeisterschaft voraus ging das im März 1990 ausgetragene World Final Teams im belgischen Gent, das sowohl die Männer als auch die Frauen aus Kanada für sich entschieden. Diese Veranstaltung wird in Auflistungen teilweise als direkte Vorgängerin der Team-WM dargestellt, erscheint aber nicht in der entsprechenden Statistik der Internationalen Eislaufunion.
Die erfolgreichsten Nationen bei Teamweltmeisterschaften sind Südkorea, Kanada und China, die zusammen 38 von 42 vergebenen Titeln gewannen. Die Kanadier Éric Bédard, Mathieu Turcotte und Marc Gagnon sowie die Südkoreanerin Choi Eun-kyung waren jeweils an fünf Team-Weltmeistertiteln ihres Landes beteiligt.

## Medaillengewinner
Die folgenden Aufstellungen führen alle Athleten auf, die für die jeweilige Nation bei der Teamweltmeisterschaft gemeldet waren. In einigen wenigen Fällen wurden einzelne gemeldete Sportler nicht während der Team-WM eingesetzt. Sofern dies aus den Ergebnisprotokollen der Titelkämpfe hervorgeht, ist es in der untenstehenden Tabelle mit der Abkürzung DNS (englisch: Did Not Start) vermerkt.

### Männer
| Teamweltmeisterschaft | Teamweltmeisterschaft | Gold                | Gold | Silber              | Silber                                                                                        | Bronze              | Bronze                                                                                                 |
| Teamweltmeisterschaft | Teamweltmeisterschaft | N                   | Läufer                                                                                                  | N                   | Läufer                                                                                        | N                   | Läufer                                                                                                 |
| --------------------- | --------------------- | ------------------- | --- | ------------------- | --------------------------------------------------------------------------------------------- | ------------------- | --- |
| 1991                  | Seoul                 | Japan               | Tatsuyoshi Ishihara Toshinobu Kawai Shuji Kawai Yūichi Akasaka Tsutomu Kawasaki                         | Korea Sud           | Lee Joon-ho Choi Yong-koo Mo Ji-soo Kim Ki-hoon Song Jae-kun                                  | Kanada              | Shawn Holman (DNS) Derrick Campbell Frédéric Blackburn Mark Lackie Laurent Daignault                   |
| 1992                  | Nobeyama              | Korea Sud           | Lee Sung-uk Kim Ki-hoon Mo Ji-soo Song Jae-kun Kwon Young-chul                                          | Italien             | Orazio Fagone Mirko Vuillermin Hugo Herrnhof Diego Cattani                                    | Japan               | Tsutomu Kawasaki Tatsuyoshi Ishihara Toshinobu Kawai Yūichi Akasaka Jun Uematsu                        |
| 1993                  | Budapest              | Italien             | Hugo Herrnhof Orazio Fagone Mirko Vuillermin Roberto Peretti Diego Cattani (DNS)                        | Kanada              | Denis Mouraux Bryce Holbech François Drolet Patrice LaPointe Simon Allard                     | Korea Sud           | Choi Kwang-bok Lee Seung-chan Park Sae-woo Kim Sun-tae Jeon Jae-mok                                    |
| 1994                  | Cambridge             | Korea Sud           | Kim Ki-hoon Lee Joon-ho Chae Ji-hoon Lee Sung-uk Chun Jae-mok                                           | Kanada              | Frédéric Blackburn Marc Gagnon Stephen Gough Denis Mouraux Derrick Campbell                   | Italien             | Mirko Vuillermin Orazio Fagone Hugo Herrnhof Maurizio Carnino Diego Cattani                            |
| 1995                  | Zoetermeer            | Kanada              | Frédéric Blackburn Sylvain Gagnon Marc Gagnon Bryce Holbech Derrick Campbell                            | Korea Sud           | Lee Joon-ho Park Sae-woo Chae Ji-hoon Song Jae-kun Lee Sung-uk                                | Vereinigte Staaten  | Eric Flaim John Coyle John Paul Shilling Andy Gabel Charles King                                       |
| 1996                  | Lake Placid           | Kanada              | Marc Gagnon Frédéric Blackburn Bryce Holbech François Drolet Derrick Campbell                           | Korea Sud           | Chae Ji-hoon Kim Sun-tae Kim Dong-sung Lee Sang-jun                                           | Italien             | Michele Antonioli Orazio Fagone Mirko Vuillermin Nicola Franceschina Fabio Carta                       |
| 1997                  | Seoul                 | Korea Sud           | Kim Sun-tae Lee Ho-eung Lee Jun-hwan Kim Dong-sung Jung Ju-suk                                          | Japan               | Yugo Shinohara Satoru Terao Naoya Tamura Jun Uematsu Hitoshi Uematsu                          | Italien             | Orazio Fagone Mirko Vuillermin Michele Antonioli Nicola Franceschina Maurizio Carnino                  |
| 1998                  | Bormio                | Kanada              | Marc Gagnon Éric Bédard François Drolet Mathieu Turcotte Derrick Campbell (DNS)                         | Korea Sud           | Chae Ji-hoon Lee Jun-hwan Lee Ho-eung Kim Dong-sung Kim Sun-tae                               | Italien             | Fabio Carta Michele Antonioli Nicola Franceschina Maurizio Carnino Nicola Rodigari Diego Cattani (DNS) |
| 1999                  | St. Louis             | China Volksrepublik | Li Jiajun Feng Kai An Yulong Ye Yuan                                                                    | Kanada              | Éric Bédard Jonathan Guilmette François-Louis Tremblay Derrick Campbell Andrew Quinn          | Japan               | Takafumi Nishitani Satoru Terao Hayato Sueyoshi Takehiro Kodera Hitoshi Uematsu                        |
| 2000                  | Den Haag              | Kanada              | François-Louis Tremblay Éric Bédard Marc Gagnon Jonathan Guilmette Mathieu Turcotte                     | Korea Sud           | Kim Dong-sung Lee Seung-jae Min Ryoung Oh Se-jong Lee Jun-hwan                                | Italien             | Fabio Carta Nicola Franceschina Nicola Rodigari Maurizio Carnino Michele Antonioli                     |
| 2001                  | Nobeyama              | Kanada              | Éric Bédard Marc Gagnon Jonathan Guilmette François-Louis Tremblay Mathieu Turcotte                     | China Volksrepublik | An Yulong Feng Kai Li Haonan Li Jiajun Li Ye                                                  | Korea Sud           | An Jung-hyun Lee Jae-kyung Lee Seung-jae Min Ryoung Oh Se-jong                                         |
| 2002                  | Milwaukee             | China Volksrepublik | Liu Yingbao Li Ye Li Jiajun Guo Wei Li Haonan                                                           | Kanada              | Éric Bédard François-Louis Tremblay Jean-François Monette Mathieu Turcotte Jonathan Guilmette | Korea Sud           | Kim Dong-sung Oh Se-jong Lee Seung-jae Ahn Hyun-soo An Jung-hyun                                       |
| 2003                  | Sofia                 | Kanada              | Éric Bédard Jonathan Guilmette Jean-François Monette Mathieu Turcotte Jeffrey Scholten                  | Korea Sud           | Ahn Hyun-soo Lee Seung-jae Oh Se-jong Song Suk-woo Yeo Jun-hyung                              | China Volksrepublik | Guo Wei Li Haonan Li Jiajun Li Ye Sui Baoku                                                            |
| 2004                  | Sankt Petersburg      | Korea Sud           | Lee Seung-jae Seo Ho-jin Kim Hyun-kon Ahn Hyun-soo Song Suk-woo                                         | Kanada              | Jonathan Guilmette Charles Hamelin Jean-François Monette Steve Robillard Mathieu Turcotte     | Italien             | Michele Antonioli Fabio Carta Nicola Franceschina Nicola Rodigari Roberto Serra                        |
| 2005                  | Chuncheon             | Kanada              | Éric Bédard Jonathan Guilmette Charles Hamelin Steve Robillard François-Louis Tremblay Mathieu Turcotte | Korea Sud           | Ahn Hyun-soo Lee Jae-kyung Lee Seung-hoon Seo Ho-jin Song Kyung-taek                          | China Volksrepublik | Cui Liang Li Jiajun Li Ye Li Haonan Sui Baoku                                                          |
| 2006                  | Montreal              | Korea Sud           | Ahn Hyun-soo Lee Ho-suk Seo Ho-jin Song Suk-woo Oh Se-jong                                              | Kanada              | Mathieu Turcotte Charles Hamelin François-Louis Tremblay Éric Bédard Jonathan Guilmette       | China Volksrepublik | Cui Liang Li Ye Li Haonan Sui Baoku Wang Baojian                                                       |
| 2007                  | Budapest              | Kanada              | Charles Hamelin Olivier Jean Jean-François Monette Marc-André Monette François-Louis Tremblay           | Korea Sud           | Ahn Hyun-soo Kim Byeong-jun Kim Hyun-kon Song Kyung-taek Sung Si-bak                          | Italien             | Marco Bertoldi Fabio Carta Yuri Confortola Nicola Rodigari Roberto Serra                               |
| 2008                  | Harbin                | Vereinigte Staaten  | Apolo Anton Ohno Jeff Simon Charles Ryan Leveille J. P. Kepka Jordan Malone                             | Kanada              | Charles Hamelin Marc-André Monette François Hamelin Steve Robillard Jean-François Monette     | Korea Sud           | Song Kyung-taek Sung Si-bak Lee Ho-suk Lee Sung-hoon Kwak Yoon-gy                                      |
| 2009                  | Heerenveen            | Korea Sud           | Kwak Yoon-gy Lee Ho-suk Lee Jung-su Park Jin-hwan Sung Si-bak                                           | Kanada              | Charles Hamelin François Hamelin Olivier Jean Marc-André Monette François-Louis Tremblay      | Vereinigte Staaten  | Travis Jayner John Celski Jordan Malone Apolo Anton Ohno Jeff Simon (DNS)                              |
| 2010                  | Bormio                | Korea Sud           | Lee Ho-suk Lee Jung-su Kim Seoung-il Kwak Yoon-gy                                                       | Kanada              | Charles Hamelin François Hamelin Olivier Jean François-Louis Tremblay Guillaume Bastille      | China Volksrepublik | Han Jialiang Liu Xianwei Liang Wenhao Wang Hongyang Ma Yunfeng                                         |
| 2011                  | Warschau              | Korea Sud           | Kim Byeong-jun Kim Cheol-min Lee Ho-suk Noh Jin-kyu Um Cheon-ho                                         | China Volksrepublik | Gong Qiuwen Liang Wenhao Liu Xianwei Song Weilong Yang Jin                                    | Kanada              | Guillaume Blais Dufour Michael Gilday Charles Hamelin François Hamelin Olivier Jean                    |

### Frauen
| Teamweltmeisterschaft | Teamweltmeisterschaft | Gold                | Gold                                                                                | Silber              | Silber                                                                                  | Bronze              | Bronze                                                                                                |
| Teamweltmeisterschaft | Teamweltmeisterschaft | N                   | Läuferinnen                                                                         | N                   | Läuferinnen                                                                             | N                   | Läuferinnen                                                                                           |
| --------------------- | --------------------- | ------------------- | ----------------------------------------------------------------------------------- | ------------------- | --------------------------------------------------------------------------------------- | ------------------- | --- |
| 1991                  | Seoul                 | Kanada              | Sylvie Daigle Eden Donatelli Annie Perreault Nathalie Lambert Angela Cutrone        | China Volksrepublik | Wang Xiulan Guo Hongru Li Yan Zhang Yanmei Zheng Chunyang                               | Niederlande         | Claudia Wolvers Penèlope di Lella Monique Velzeboer Priscilla Ernst Simone Velzeboer                  |
| 1992                  | Nobeyama              | Korea Sud           | Kim So-hee Chun Lee-kyung Kim Ryang-hee Lee Yoon-sook Shin So-ja (DNS)              | Japan               | Hiromi Takeuchi Nobuko Yamada Rie Satou Mie Naito Tsugumi Watanabe                      | China Volksrepublik | Li Yan Wang Xiulan Li Changxiang Zhen Chunyang                                                        |
| 1993                  | Budapest              | Italien             | Marinella Canclini Maria Rosa Candido Katia Colturi Katia Mosconi Mara Urbani (DNS) | Korea Sud           | An Sang-mi Kim Yoon-mi Kim Na-young Shin So-ja Hyun Hye-sook                            | Russland            | Tatjana Nesterowa Anastasia Rasina Jekaterina Michailowa Swetlana Golochmatowa (DNS) Jelena Tichanina |
| 1994                  | Cambridge             | Kanada              | Christine Boudrias Isabelle Charest Angela Cutrone Sylvie Daigle Nathalie Lambert   | Korea Sud           | Chun Lee-kyung Kim So-hee Won Hye-kyung Kim Yoon-mi Kim Ryang-hee (DNS)                 | Italien             | Marinella Canclini Barbara Baldissera Katia Mosconi Katia Colturi Mara Urbani                         |
| 1995                  | Zoetermeer            | Korea Sud           | Kim So-hee Chun Lee-kyung Kim Yoon-mi Won Hye-kyung An Sang-mi                      | China Volksrepublik | Zhang Yanmei Yang Yang (S) Zhang Dongxiang Yang Yang (A) Wang Chunlu                    | Kanada              | Chantale Sevigny Christine Boudrias Annie Perreault Tania Vicent Isabelle Charest                     |
| 1996                  | Lake Placid           | Korea Sud           | Chun Lee-kyung Kim So-hee (DNS) Won Hye-kyung An Sang-mi Kim Yoon-mi                | Italien             | Marinella Canclini Katia Colturi Mara Urbani Barbara Baldissera Evelina Rodigari (DNS)  | Vereinigte Staaten  | Amy Peterson Erin Porter Julie Goskowicz Karen Cashman Erin Gleason                                   |
| 1997                  | Seoul                 | Korea Sud           | Chun Lee-kyung Won Hye-kyung An Sang-mi Kim Yoon-mi Choi Min-kyung                  | Kanada              | Isabelle Charest Christine Boudrias Catherine Dussault Annie Perreault Nathalie Lambert | Japan               | Sachi Ozawa Nobuko Yamada Ayako Tsubaki Chikage Tanaka Ikue Teshigawara                               |
| 1998                  | Bormio                | China Volksrepublik | Wang Chunlu Yang Yang (A) Yang Yang (S) Sun Dandan Qin Na                           | Korea Sud           | Chun Lee-kyung Won Hye-kyung An Sang-mi Kim Yoon-mi Choi Min-kyung                      | Kanada              | Christine Boudrias Isabelle Charest Annie Perreault Chantale Sevigny Tania Vicent                     |
| 1999                  | St. Louis             | China Volksrepublik | Yang Yang (A) Yang Yang (S) Wang Chunlu Sun Dandan Liu Xiaoying                     | Kanada              | Isabelle Charest Christine Boudrias Annie Perreault Tania Vicent Marie-Ève Drolet       | Korea Sud           | Kim Yoon-mi Choi Min-kyung Kim Moon-jung An Sang-mi Kim Yang-hee                                      |
| 2000                  | Den Haag              | China Volksrepublik | Yang Yang (A) Yang Yang (S) Wang Chunlu Sun Dandan Liu Xiaoying                     | Korea Sud           | An Sang-mi Choi Min-kyung Joo Min-jin Park Hye-won Jeon Da-hye                          | Japan               | Chikage Tanaka Yuka Kamino Nobuko Yamada Miyuki Ozawa Ikue Teshigawara                                |
| 2001                  | Nobeyama              | China Volksrepublik | Yang Yang (A) Yang Yang (S) Wang Chunlu Sun Dandan Zhang Juju                       | Korea Sud           | Joo Min-jin Park Hye-won Jeon Da-hye Choi Eun-kyung Park Hye-rim                        | Kanada              | Marie-Ève Drolet Tania Vicent Amélie Goulet-Nadon Alanna Kraus Melanie Gagnon                         |
| 2002                  | Milwaukee             | Korea Sud           | Choi Eun-kyung Choi Min-kyung Joo Min-jin Ko Gi-hyun Park Hye-won                   | China Volksrepublik | Fu Tianyu Liu Xiaoying Wang Chunlu Wang Wei Yang Yang (A)                               | Kanada              | Marie-Ève Drolet Amélie Goulet-Nadon Alanna Kraus Annie Perreault Tania Vicent                        |
| 2003                  | Sofia                 | Korea Sud           | Cho Ha-ri Choi Eun-kyung Kim Min-jee Kim Min-jung Ko Gi-hyun                        | China Volksrepublik | Fu Tianyu Liu Xiaoying Wang Chunlu Wang Meng Yang Yang (A)                              | Italien             | Catia Borrello Marta Capurso Evelina Rodigari Katia Zini Mara Zini                                    |
| 2004                  | Sankt Petersburg      | Korea Sud           | Byun Chun-sa Cho Ha-ri Choi Eun-kyung Kim Min-jee Ko Gi-hyun                        | China Volksrepublik | Cheng Xiaolei Fu Tianyu Liu Xiaoying Wang Meng Zhu Mile                                 | Italien             | Catia Borrello Marta Capurso Evelina Rodigari Katia Zini Mara Zini                                    |
| 2005                  | Chuncheon             | Korea Sud           | Choi Eun-kyung Jeon Da-hye Jin Sun-yu Kang Yun-mi Yeo Soo-yeon                      | China Volksrepublik | Cheng Xiaolei Fu Tianyu Wang Meng Yang Yang (A) Zhu Mile                                | Kanada              | Alanna Kraus Anouk Leblanc-Boucher Amanda Overland Kalyna Roberge Tania Vicent Chantale Sevigny (DNS) |
| 2006                  | Montreal              | Korea Sud           | Byun Chun-sa Choi Eun-kyung Jeon Da-hye Jin Sun-yu Kang Yun-mi                      | China Volksrepublik | Cheng Xiaolei Fu Tianyu Wang Meng Wang Wei Zhu Mile                                     | Kanada              | Alanna Kraus Anouk Leblanc-Boucher Amanda Overland Kalyna Roberge Tania Vicent                        |
| 2007                  | Budapest              | Korea Sud           | Byun Chun-sa Jeon Ji-soo Jin Sun-yu Jung Eun-ju Kim Min-jung                        | China Volksrepublik | Cheng Xiaolei Fu Tianyu Meng Xiaoxue Zhou Yang Zhu Mile                                 | Kanada              | Nita Avrith Anne Maltais Amanda Overland Annik Plamondon Kalyna Roberge                               |
| 2008                  | Harbin                | China Volksrepublik | Wang Meng Zhou Yang Liu Qiuhong Zhao Nannan Fu Tianyu                               | Korea Sud           | Jung Eun-ju Yang Shin-young Park Seung-hi Shin Sae-bom Kim Min-jung                     | Kanada              | Kalyna Roberge Tania Vicent Amanda Overland Anne Maltais Jessica Gregg                                |
| 2009                  | Heerenveen            | China Volksrepublik | Fu Tianyu Liu Qiuhong Wang Meng Zhang Hui Zhou Yang                                 | Korea Sud           | Jun Ba-ra Kim Min-jung Shin Sae-bom Yang Shin-young                                     | Vereinigte Staaten  | Kimberly Derrick Alyson Dudek Lana Gehring Katherine Reutter Jessica Smith                            |
| 2010                  | Bormio                | Korea Sud           | Cho Ha-ri Park Seung-hi Lee Eun-byul Choi Jung-won Kim Min-jung                     | Kanada              | Tania Vicent Marianne St-Gelais Kalyna Roberge Jessica Gregg Valérie Maltais            | Italien             | Martina Valcepina Katia Zini Cecilia Maffei Elena Viviani Lucia Peretti                               |
| 2011                  | Warschau              | Korea Sud           | Cho Ha-ri Hwang Hyun-sun Kim Dam-min Park Seung-hi Yang Shin-young (DNS)            | China Volksrepublik | Fan Kexin Li Jianrou Liu Qiuhong Xiao Han Zhang Hui                                     | Vereinigte Staaten  | Alyson Dudek Lana Gehring Katherine Reutter Emily Scott Jessica Smith                                 |

## Nationenwertung

### Gesamt
| Platz | NOK                    | Gold | Silber | Bronze | Gesamt |
| ----- | ---------------------- | ---- | ------ | ------ | ------ |
| 01.   | Südkorea               | 20   | 15     | 5      | 40     |
| 02.   | Kanada                 | 10   | 12     | 10     | 32     |
| 03.   | China                  | 8    | 11     | 5      | 24     |
| 04.   | Italien                | 2    | 2      | 11     | 15     |
| 05.   | Japan                  | 1    | 2      | 4      | 7      |
| 06.   | Vereinigte Staaten     | 1    | 0      | 5      | 6      |
| 07.   | Niederlande            | 0    | 0      | 1      | 1      |
| 07.   | Russland               | 0    | 0      | 1      | 1      |
|       | Gesamt (1991 bis 2011) | 42   | 42     | 42     | 126    |

### Männer
| Platz | NOK                    | Gold | Silber | Bronze | Gesamt |
| ----- | ---------------------- | ---- | ------ | ------ | ------ |
| 01.   | Kanada                 | 8    | 9      | 2      | 19     |
| 02.   | Südkorea               | 8    | 8      | 4      | 20     |
| 03.   | China                  | 2    | 2      | 4      | 8      |
| 04.   | Italien                | 1    | 1      | 7      | 9      |
| 05.   | Japan                  | 1    | 1      | 2      | 4      |
| 06.   | Vereinigte Staaten     | 1    | 0      | 2      | 3      |
|       | Gesamt (1991 bis 2011) | 21   | 21     | 21     | 63     |

### Frauen
| Platz | NOK                    | Gold | Silber | Bronze | Gesamt |
| ----- | ---------------------- | ---- | ------ | ------ | ------ |
| 01.   | Südkorea               | 12   | 7      | 1      | 20     |
| 02.   | China                  | 6    | 9      | 1      | 16     |
| 03.   | Kanada                 | 2    | 3      | 8      | 13     |
| 04.   | Italien                | 1    | 1      | 4      | 6      |
| 05.   | Japan                  | 0    | 1      | 2      | 3      |
| 06.   | Vereinigte Staaten     | 0    | 0      | 3      | 3      |
| 07.   | Niederlande            | 0    | 0      | 1      | 1      |
| 07.   | Russland               | 0    | 0      | 1      | 1      |
|       | Gesamt (1991 bis 2011) | 21   | 21     | 21     | 63     |

## Erfolgreichste Team-WM-Teilnehmer
Die Liste der erfolgreichsten Team-WM-Teilnehmer nennt alle Shorttracker, die mindestens drei Goldmedaillen bei Teamweltmeisterschaften gewannen. 
- Platz: Reihenfolge der Athleten. Diese wird durch die Anzahl der Goldmedaillen bestimmt. Bei gleicher Anzahl werden die Silbermedaillen verglichen, dann die Bronzemedaillen.
- Name: Name des Athleten.
- Land: Das Land, für das der Athlet startete.
- M/W: Das Geschlecht des Athleten (männlich/weiblich).
- Von: Das Jahr, in dem der Athlet die erste Medaille gewonnen hat.
- Bis: Das Jahr, in dem der Athlet die letzte Medaille gewonnen hat.
- Gold: Anzahl der gewonnenen Goldmedaillen.
- Silber: Anzahl der gewonnenen Silbermedaillen.
- Bronze: Anzahl der gewonnenen Bronzemedaillen.
- Gesamt: Anzahl aller gewonnenen Medaillen.

| Platz | Name                    | Land     | M/W | von  | bis  | Gold | Silber | Bronze | Gesamt |
| ----- | ----------------------- | -------- | --- | ---- | ---- | ---- | ------ | ------ | ------ |
| 01.   | Éric Bédard             | Kanada   | m   | 1998 | 2006 | 5    | 3      | 0      | 8      |
| 01.   | Mathieu Turcotte        | Kanada   | m   | 1998 | 2006 | 5    | 3      | 0      | 8      |
| 03.   | Choi Eun-kyung          | Südkorea | w   | 2001 | 2006 | 5    | 1      | 0      | 6      |
| 03.   | Marc Gagnon             | Kanada   | m   | 1995 | 2001 | 5    | 1      | 0      | 6      |
| 05.   | François-Louis Tremblay | Kanada   | m   | 1999 | 2010 | 4    | 5      | 0      | 9      |
| 06.   | Jonathan Guilmette      | Kanada   | m   | 1999 | 2006 | 4    | 4      | 0      | 8      |
| 06.   | Yang Yang (A)           | China    | w   | 1995 | 2005 | 4    | 4      | 0      | 8      |
| 08.   | Wang Chunlu             | China    | w   | 1995 | 2003 | 4    | 3      | 0      | 7      |
| 09.   | Chun Lee-kyung          | Südkorea | w   | 1992 | 1998 | 4    | 2      | 0      | 6      |
| 10.   | Yang Yang (S)           | China    | w   | 1995 | 2001 | 4    | 1      | 0      | 5      |
| 11.   | Lee Ho-suk              | Südkorea | m   | 2006 | 2011 | 4    | 0      | 1      | 5      |
| 12.   | Sun Dandan              | China    | w   | 1998 | 2001 | 4    | 0      | 0      | 4      |
| 12.   | Cho Ha-ri               | Südkorea | w   | 2003 | 2011 | 4    | 0      | 0      | 4      |
| 14.   | Kim Yoon-mi             | Südkorea | w   | 1993 | 1999 | 3    | 3      | 1      | 7      |
| 14.   | An Sang-mi              | Südkorea | w   | 1993 | 2000 | 3    | 3      | 1      | 7      |
| 16.   | Won Hye-kyung           | Südkorea | w   | 1994 | 1998 | 3    | 2      | 0      | 5      |
| 16.   | Kim Min-jung            | Südkorea | w   | 2003 | 2010 | 3    | 2      | 0      | 5      |
| 18.   | Kim So-hee              | Südkorea | w   | 1992 | 1996 | 3    | 1      | 0      | 4      |
| 19.   | Ko Gi-hyun              | Südkorea | w   | 2002 | 2004 | 3    | 0      | 0      | 3      |
| 19.   | Byun Chun-sa            | Südkorea | w   | 2004 | 2007 | 3    | 0      | 0      | 3      |
| 19.   | Jin Sun-yu              | Südkorea | w   | 2005 | 2007 | 3    | 0      | 0      | 3      |